# Merlieux-et-Fouquerolles
Merlieux-et-Fouquerolles és un municipi francès situat al departament de l'Aisne i a la regió dels Alts de França. L'any 2007 tenia 259 habitants.

## Demografia

### Població
El 2007 la població de fet de Merlieux-et-Fouquerolles era de 259 persones. Hi havia 92 famílies de les quals 20 eren unipersonals (4 homes vivint sols i 16 dones vivint soles), 20 parelles sense fills, 40 parelles amb fills i 12 famílies monoparentals amb fills.
La població ha evolucionat segons el següent gràfic:
Habitants censats

### Habitatges
El 2007 hi havia 99 habitatges, 91 eren l'habitatge principal de la família, 5 eren segones residències i 3 estaven desocupats. 90 eren cases i 9 eren apartaments. Dels 91 habitatges principals, 68 estaven ocupats pels seus propietaris, 22 estaven llogats i ocupats pels llogaters i 1 estava cedit a títol gratuït; 3 tenien dues cambres, 8 en tenien tres, 22 en tenien quatre i 58 en tenien cinc o més. 63 habitatges disposaven pel capbaix d'una plaça de pàrquing. A 33 habitatges hi havia un automòbil i a 55 n'hi havia dos o més.

### Piràmide de població
La piràmide de població per edats i sexe el 2009 era:
| Homes | Edats   | Dones |
| ----- | ------- | ----- |
| 0     | 95 o +  | 0     |
| 0     | 90 a 94 | 0     |
| 4     | 85 a 89 | 4     |
| 0     | 80 a 84 | 0     |
| 0     | 75 a 79 | 4     |
| 0     | 70 a 74 | 0     |
| 4     | 65 a 69 | 8     |
| 0     | 60 a 64 | 0     |
| 4     | 55 a 59 | 0     |
| 4     | 50 a 54 | 8     |
| 20    | 45 a 49 | 16    |
| 8     | 40 a 44 | 4     |
| 4     | 35 a 39 | 8     |
| 12    | 30 a 34 | 4     |
| 8     | 25 a 29 | 12    |
| 0     | 20 a 24 | 0     |
| 8     | 15 a 19 | 28    |
| 8     | 10 a 14 | 16    |
| 20    | 5 a 9   | 4     |
| 8     | 0 a 4   | 4     |

## Economia
El 2007 la població en edat de treballar era de 164 persones, 128 eren actives i 36 eren inactives. De les 128 persones actives 114 estaven ocupades (60 homes i 54 dones) i 14 estaven aturades (7 homes i 7 dones). De les 36 persones inactives 14 estaven jubilades, 10 estaven estudiant i 12 estaven classificades com a «altres inactius».

### Ingressos
El 2009 a Merlieux-et-Fouquerolles hi havia 99 unitats fiscals que integraven 271 persones, la mediana anual d'ingressos fiscals per persona era de 16.556 €.

### Activitats econòmiques
Dels 3 establiments que hi havia el 2007, 1 era d'una empresa d'hostatgeria i restauració i 2 d'empreses classificades com a «altres activitats de serveis».
L'únic servei als particulars que hi havia el 2009 era un restaurant.
L'any 2000 a Merlieux-et-Fouquerolles hi havia 9 explotacions agrícoles.

## Equipaments sanitaris i escolars
El 2009 hi havia una escola elemental.

## Poblacions més properes
El següent diagrama mostra les poblacions més properes.